# Савинов, Владимир Дмитриевич
Владимир Дмитриевич Савинов — советский хозяйственный, государственный и политический деятель, Герой Социалистического Труда.

## Биография
Родился в 1934 году в селе Нечунаево. Член КПСС.
С 1951 года — на хозяйственной, общественной и политической работе. В 1951—1956 гг. — горный слесарь на шахте № 6 в городе Североуральск, тракторист и комбайнер совхоза «Шипуновский» Шипуновского района Алтайского края.
Указом Президиума Верховного Совета СССР от 11 декабря 1973 года за большие успехи, достигнутые во Всесоюзном социалистическом соревновании, и проявленную трудовую доблесть в выполнении принятых обязательств по увеличению производства и продажи государству зерна и других продуктов земледелия в 1973 году присвоено звание Героя Социалистического Труда с вручением ордена Ленина и золотой медали «Серп и Молот».
Делегат XXV съезда КПСС.
Умер в Шипуновском районе в 2007 году.